# Kasteel Genenbroek

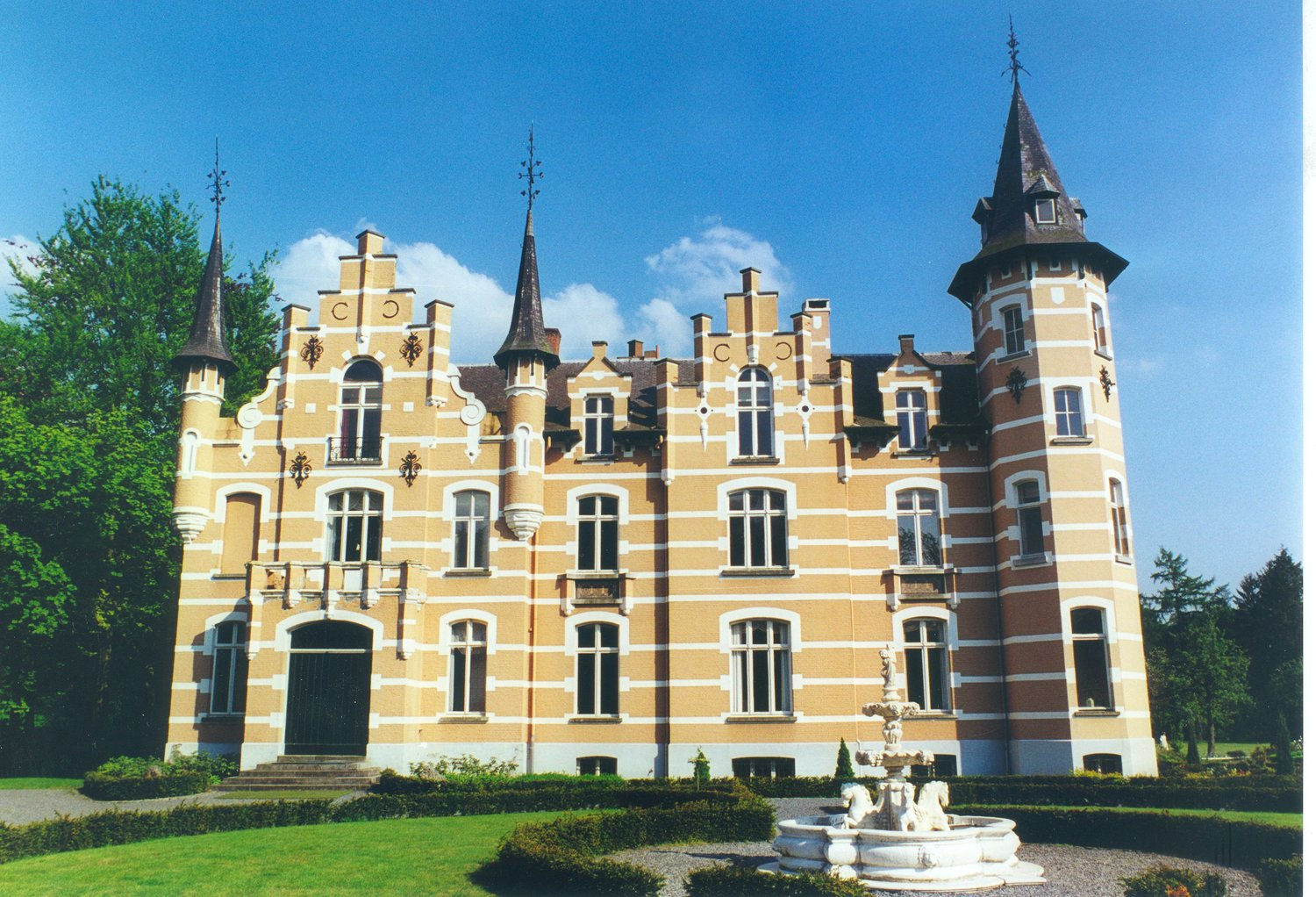
Kasteel Genenbroek in Achel

Kasteel Genenbroek is een kasteel direct ten oosten van de kom van Achel in de Belgische provincie Limburg. Het kasteel is gelegen aan Catharinadal 3.

## Gebouw
Het huidige gebouw betreft een kasteel in Vlaamse neorenaissancestijl uit 1885, met een oudere kern. Het geheel, bevattende enkele trapgeveltjes, waarvan één geflankeerd door twee ranke torentjes, en ook een forsere hoektoren.

## Geschiedenis
Het domein werd voor het eerst vermeld in 1496, toen er sprake was van een hoeve en jachthuis van de heren van Grevenbroek. Het was in de 15e en 16e eeuw achtereenvolgens in bezit van de families Van den Broeck en Van Bergen, het eind 16e eeuw aan de familie Schelen en in de 17e eeuw aan de familie Holtbecker. In 1742 behoorde het aan de kluizenaars van de Achelse Kluis, terwijl vanaf 1747 de adellijke familie De Hubens er woonde. Omstreeks 1758 werd door hen een nieuw kasteel gebouwd, wellicht op basis van een reeds bestaand, kleiner gebouw. Vervolgens kwam het aan de familie De Leonaerdts, en dezen vergrootten het kasteel door omstreeks 1791 een zuidvleugel aan te bouwen.
In 1835 kwam het kasteeltje in bezit van de weduwe Wauters-de Sallez, en na haar dood in 1852 werd het verkocht aan Barthélémy de Theux de Meylandt. Deze stierf in 1874 en het kasteel kwam in bezit van diens schoonzoon, Alfred de Cornet d'Elzius de Peissant de Theux de Meylandt. Deze liet het van 1882-1885 verbouwen, waardoor het zijn huidige aanzien kreeg. De hoeve werd afgebroken, een nieuwe paardenstal en koetshuis verrees. Alfred stierf in 1898, en zijn zoon Georges verwierf het.
In 1935 verkocht hij het kasteel aan de Kruisheren van Diest. Deze gebruikten het als studiehuis. In 1992 werd het verkocht aan de familie Kluijtmans. In koetshuis en paardenstal kwam een brasserie en een restaurant, terwijl het kasteel gerestaureerd werd en de – onjuiste – naam Kasteel Grevenbroek verkreeg. Het domein is tegenwoordig een privédomein. In 2021 is het kasteel gekocht door Peter Gillis die het laat restaureren tot woonverblijf